# Melyroidea mimetica
Melyroidea mimetica är en kackerlacksart som beskrevs av Robert Walter Campbell Shelford 1912. Melyroidea mimetica ingår i släktet Melyroidea och familjen Polyphagidae. Inga underarter finns listade i Catalogue of Life.